# Ed Coode
Ed Coode, né le 19 juin 1975 à Bodmin, est un rameur britannique.

## Biographie

### Palmarès

#### Aviron aux Jeux olympiques
- 2004 à Athènes,  Grèce
  -  Médaille d'or en quatre sans barreur[1]

#### Championnats du monde d'aviron
- 1997 à Aiguebelette,  France
  -  Médaille de bronze
- 1999 à Saint Catharines,  Canada
  -  Médaille d'or
- 2001 à Lucerne,  Suisse
  -  Médaille d'or
- 2003 à Milan,  Italie
  -  Médaille de bronze